# Сериктес
Сериктес (каз. Серіктес) — село в Аксуатском районе Абайской области Казахстана. Входит в состав Кокжиринского сельского округа. Код КАТО — 635845600.

## Население
В 1999 году население села составляло 286 человек (137 мужчин и 149 женщин). По данным переписи 2009 года, в селе проживало 205 человек (97 мужчин и 108 женщин).